# Byk Farnezyjski
Byk Farnezyjski, Byk Farnese – marmurowa grupa rzeźbiarska (o wysokości 3,70 m), przedstawiająca mitologiczną scenę ukarania tebańskiej królowej Dirke przez przywiązanie jej do rogów byka. Dokonali tego Amfion i Zetos.
Dzieło to pochodzi z III wieku n.e. i jest rzymską kopią niezachowanej greckiej rzeźby z brązu z około 100 p.n.e. dłuta mistrzów szkoły rodyjskiej, braci Apolloniosa i Tauriskosa z Tralles.
Kompozycja kopii została zmieniona w stosunku do oryginału przez dodanie postaci pasterza oraz Antiope. Cała scena została skomponowana na kształt piramidy, a przedstawiany obraz jest pełen dynamiki i patosu.
Rzeźba została odkryta w 1546 lub w 1547 w rzymskich termach cesarza Karakalli. Do końca XVIII wieku znajdowała się w Palazzo Farnese (stąd nazwa) w Rzymie. Obecnie jest w Narodowym Muzeum Archeologicznym w Neapolu.